# 拉斯马斯·邦德
拉斯马斯·邦德（丹麥語：Rasmus Bonde，1986年9月26日—），丹麦男子羽毛球運動員，擅長雙打項目。

## 簡歷
2012年，邦德參加在瑞典卡爾斯克魯納舉行的歐洲羽毛球錦標賽，夥拍安德斯·克里斯蒂安森躋身男雙比賽四強。
2013年8月，邦德參加中國廣州舉行的世界羽毛球錦標賽，與马德斯·康拉德-彼德森出戰男子雙打項目，首圈以2-1力克印尼組合约纳森·苏亚达玛·达苏基/亨德拉·阿普利达·古纳万晉級，但在第二圈就以0比2（12-21、16-21）不敵頭號種子、南韓的高成炫/李龍大出局。

## 主要比賽成績
只列出曾進入準決賽的國際賽事成績：
| 年份   | 賽事                     | 公開賽級別 | 項目     | 拍檔                   | 成績   |
| ------ | ------------------------ | ---------- | -------- | ---------------------- | ------ |
| 2005年 | 歐洲青年羽毛球錦標賽     | 其他       | 混合團體 | －                     | 冠軍   |
| 2005年 | 歐洲青年羽毛球錦標賽     | 其他       | 男子雙打 | Kasper Faust Henriksen | 冠軍   |
| 2005年 | 歐洲青年羽毛球錦標賽     | 其他       | 混合雙打 | 克里斯汀娜·彼德森      | 冠軍   |
| 2005年 | 捷克羽毛球國際賽         |            | 混合雙打 | 克里斯汀娜·彼德森      | 準決賽 |
| 2007年 | 荷蘭羽毛球大獎賽         | 大獎賽     | 混合雙打 | 克里斯汀娜·彼德森      | 冠軍   |
| 2008年 | 新加坡羽毛球超級賽       | 超級賽     | 混合雙打 | Helle Nielsen          | 準決賽 |
| 2008年 | 蘇格蘭羽毛球國際賽       | 國際挑戰賽 | 男子雙打 | 米克尔·德尔博·拉森     | 準決賽 |
| 2009年 | 芬蘭羽毛球公開賽         | 國際挑戰賽 | 男子雙打 | 米克尔·德尔博·拉森     | 亞軍   |
| 2009年 | 西班牙羽毛球公開賽       | 國際挑戰賽 | 男子雙打 | 米克尔·德尔博·拉森     | 冠軍   |
| 2009年 | 碧特博格羽毛球大獎賽     | 大獎賽     | 男子雙打 | 米克尔·德尔博·拉森     | 準決賽 |
| 2009年 | 荷蘭羽毛球大獎賽         | 大獎賽     | 男子雙打 | Simon Mollyhus         | 準決賽 |
| 2009年 | 挪威羽毛球國際賽         | 國際挑戰賽 | 男子雙打 | Simon Mollyhus         | 冠軍   |
| 2009年 | 蘇格蘭羽毛球國際賽       | 國際挑戰賽 | 混合雙打 | 马丽恩·罗布克          | 準決賽 |
| 2009年 | 愛爾蘭羽毛球國際賽       | 國際挑戰賽 | 男子雙打 | Simon Mollyhus         | 準決賽 |
| 2010年 | 荷蘭羽毛球國際賽         | 國際挑戰賽 | 男子雙打 | Simon Mollyhus         | 準決賽 |
| 2011年 | 丹麥羽毛球國際賽         | 國際挑戰賽 | 男子雙打 | 安德斯·克里斯蒂安森    | 冠軍   |
| 2011年 | 丹麥羽毛球國際賽         | 國際挑戰賽 | 混合雙打 | 玛丽亚·赫斯波          | 亞軍   |
| 2011年 | 挪威羽毛球國際賽         | 國際挑戰賽 | 男子雙打 | 安德斯·克里斯蒂安森    | 冠軍   |
| 2011年 | 挪威羽毛球國際賽         | 國際挑戰賽 | 混合雙打 | 玛丽亚·赫斯波          | 亞軍   |
| 2011年 | 愛爾蘭羽毛球國際賽       | 國際系列賽 | 混合雙打 | 玛丽亚·赫斯波          | 準決賽 |
| 2012年 | 歐洲羽毛球錦標賽         | 其他       | 男子雙打 | 安德斯·克里斯蒂安森    | 季軍   |
| 2012年 | 丹麥羽毛球國際賽         | 國際挑戰賽 | 男子雙打 | 卡斯珀·安东森          | 亞軍   |
| 2012年 | 丹麥羽毛球國際賽         | 國際挑戰賽 | 混合雙打 | 玛丽亚·赫斯波          | 準決賽 |
| 2012年 | 碧特博格羽毛球黃金大獎賽 | 黃金大獎賽 | 男子雙打 | 马德斯·康拉德-彼德森   | 準決賽 |
| 2012年 | 蘇格蘭羽毛球國際賽       | 國際挑戰賽 | 男子雙打 | 马德斯·康拉德-彼德森   | 準決賽 |
| 2012年 | 哥本哈根羽毛球大師賽     | 其他       | 男子雙打 | 马德斯·康拉德-彼德森   | 亞軍   |
| 2013年 | 丹麥羽毛球國際賽         | 國際挑戰賽 | 男子雙打 | 马德斯·皮勒尔·科尔丁   | 準決賽 |

| 2007-2017年 | 首要超級賽 | 超級賽 | 黃金大獎賽 | 大獎賽 | 國際挑戰賽 | 國際系列賽 | 未來系列賽 | 其他 |

### 奧運會和世錦賽參賽紀錄
|          | 搭檔                 | 2013 |
| -------- | -------------------- | ---- |
| 男子雙打 | 马德斯·康拉德-彼德森 | 32強 |